# Fernando González Ochoa
Fernando González Ochoa (Envigado, 24 de abril de 1895-Envigado, 16 de febrero de 1964) fue un abogado, escritor y filósofo colombiano. Escribió libros de sociología, historia, arte, moral, economía, ética, epistemología y teología, entre otros temas. Entre las obras más conocidas se encuentran Viaje a pie, Mi Simón Bolívar, El hermafrodita dormido, Santander, Don Mirócletes, El remordimiento, El maestro de escuela, Cartas a Estanislao, y Libro de los viajes o de las presencias.

## Biografía

### Primeros años

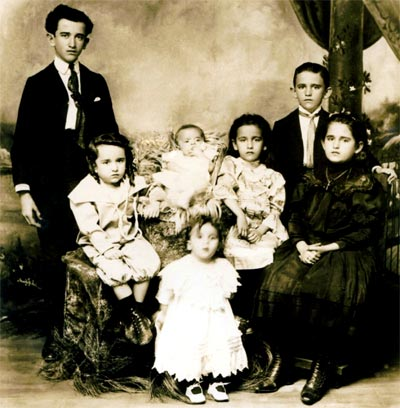
Los hijos de Daniel y Pastora: Alfonso, Daniel, Alberto, Graciela, Fernando y Sofía. De pie, adelante, Jorge. Una foto de 1907.

Fernando González Ochoa nació y creció en Envigado, un municipio localizado al suroriente del Valle de Aburrá. Hijo de Daniel González, maestro de escuela —además negociante—, y de Pastora Ochoa, ama de casa, fue el segundo de siete hermanos. En su niñez fue enviado a estudiar al colegio La Presentación, de donde fue expulsado. Lo mismo sucedería cuando los jesuitas del Colegio San Ignacio de Medellín lo marginan en su quinto año de bachillerato por leer a Schopenhauer y a Nietzsche, y a otros autores prohibidos, y por cuestionar ante el padre Quirós el “primer principio filosófico”. Fue entonces acusado de escepticismo religioso, aunque sus tratados de reflexión teológica han sido considerados hasta la fecha de un enorme valor intelectual.[cita requerida]

### Ingreso en círculos intelectuales

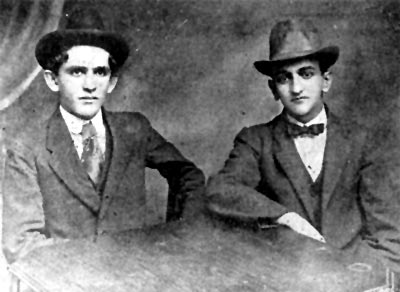
El joven Fernando González a la derecha, con su amigo Fernando Isaza en 1915.

En 1915 se vincula a Los Panidas, una agrupación de jóvenes rebeldes entre los que se cuentan otros futuros notables personajes como el poeta León de Greiff y el caricaturista Ricardo Rendón. Al año siguiente publica su primer libro, Pensamientos de un viejo, prologado por el periodista Fidel Cano. 
En 1919 obtiene el título de abogado de la Universidad de Antioquia. Su trabajo de grado, un estudio sociológico titulado El derecho a no obedecer, no es bien recibido por las directivas de la institución. González, presionado por las circunstancias, hace algunas modificaciones y lo publica bajo el título Una tesis.

### Carrera profesional y diplomática
En 1921 es nombrado magistrado del Tribunal Superior de Manizales, ciudad a donde se traslada. Al año siguiente se casa en Medellín con Margarita Restrepo Gaviria, hija del expresidente de la República Carlos E. Restrepo. Tienen cinco hijos. El menor de ellos fue el dirigente político Simón González Restrepo.
En 1926 participa en la Fundación del Colegio de Abogados de Medellín y asume la labor de dirigir el trabajo Editorial de la Revista "Derecho" de dicha agremiación de abogados. 
En 1928 es nombrado Juez Segundo Civil del Circuito de Medellín. Allí conoce a Benjamín Correa, su secretario, con quien entabla una entrañable amistad. En compañía suya recorre caminando varios pueblos de Antioquia, Caldas y Valle, experiencia de la que surge uno de sus libros más populares, Viaje a pie, publicado en 1929. Ese mismo año el libro es prohibido por el arzobispo de Medellín, Manuel José Caycedo, por considerarlo pecado mortal.:

El libro del doctor Fernando González, “Viaje a pie”, está vetado por derecho natural y eclesiástico, y por tanto su lectura es prohibida bajo pecado mortal. El presente Decreto será leído en todas las iglesias y capillas de la ciudad arzobispal y publicado por la prensa para conocimiento de los fieles. Dado en Medellín, a 30 de diciembre de 1929.

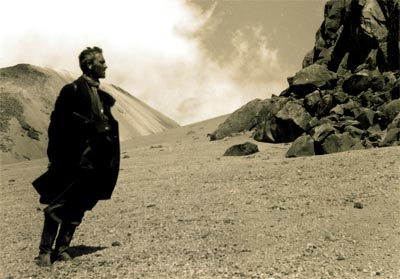
Fernando González en el Nevado del Ruiz en 1929, durante el recorrido que inspiró Viaje a pie.

La prohibición fue imitada y ratificada al año siguiente por el arzobispo de Manizales, quien termina así su decreto: "Basta leer sus páginas saturadas de volterianismo y lascivia para persuadirse de que está prohibido por el mismo derecho natural.".
En 1931 viaja a Venezuela para conocer al gobernante Juan Vicente Gómez, en quien cree ver a un retoño del Libertador Simón Bolívar. Posteriormente escribe una biografía titulada Mi Compadre, pues Gómez fue el padrino de bautismo de su hijo Simón, y creador de la Corporación Otraparte, entidad que actualmente difunde la vida y obra de su padre y preserva su casa Otraparte como museo y centro cultural.
En 1932 viaja con su familia a Italia para posesionarse como cónsul general de Colombia en Génova tras haber sido nombrado el año anterior por el presidente Enrique Olaya Herrera. Ese mismo año la editorial Le livre libre publica en París Don Mirócletes, libro que ha destacado el poeta Eduardo Escobar por su capacidad para reflexionar sobre los hechos de la realidad, su poder descriptivo y la singular manera de intensificar la vida.[cita requerida]
En 1933 la policía italiana encuentra unas libretas de apuntes con críticas a Benito Mussolini y su régimen fascista; es entonces trasladado a Marsella tras la expulsión del país por parte del Gobierno italiano. Esas notas dieron origen a El hermafrodita dormido, libro sobre sus experiencias con el arte clásico en los museos italianos. Editado en España, tiene una gran acogida de los lectores.[cita requerida]
Durante su permanencia en Francia escribe también El remordimiento. Dos años después regresa a Envigado, donde inicia la publicación de la revista Antioquia, que continuaría hasta 1945.

### La huerta del alemán - Otraparte
En 1940, gracias a sus ahorros, construye en Envigado "La huerta del alemán", una residencia campestre que posteriormente se convertiría en Otraparte. Allí recibe al dramaturgo estadounidense Thornton Wilder, a quien el año siguiente dedicaría su libro El maestro de escuela. En 1953 es nombrado cónsul de Colombia en Europa, cargo que ejercerá la mayor parte del tiempo en Bilbao. En septiembre de 1957 González regresa definitivamente a Colombia, a su casa de Otraparte, donde vivirá hasta su muerte, ocurrida en 1964 debido a un infarto cardíaco.
Fernando González Ochoa y los escrtitores nadaístas
La obra de González fue decisiva en el nacimiento e impulso del movimiento nadaista, fundado en 1958 por uno de sus discípulos, el escritor antioqueño Gonzalo Arango.
Hay interesantes memorias, estudios y testimonios de los escritores nadaístas Gonzalo Arango y Eduardo Escobar sobre Fernando González Ochoa, con quien compartieron una afectuosa amistad y muchas horas de conversaciones intelectuales en su finca de Otraparte.

## Corporación Otraparte
El 16 de noviembre de 2005 el Senado de la República exaltó la memoria de González:

“Sea este un especial momento en la historia de la Nación, para que el Estado colombiano a través del Congreso de la República, engrandezca aún más la cultura de nuestro país, exaltando la memoria del filósofo Fernando González Ochoa, quien dedicó su vida al cultivo de valores artísticos y filosóficos, y es reconocido nacional e internacionalmente como uno de los pensadores colombianos más importantes de todos los tiempos”.

En 2006, se promulgó la Ley 1068, "por la cual la Nación exalta la memoria, vida y obra del filósofo Fernando González", y se declaró bien de interés público y cultural de la Nación la Casa Museo Otraparte, en Envigado, donde vivió el escritor.
La Corporación Otraparte, de Medellín, Antioquia, se ha encargado de la reedición y circulación de sus obras y la construcción y preservación de su memoria.

Fernando González, filósofo
Algunos comentadores despistados han pensado con ligereza que Fernando González Ochoa no fue un filósofo, porque en su escritura no ven un sistema totalizador de pensamiento, con respuestas cerradas. Su trabajo se dedicó a buscar otros caminos de reflexión y análisis, y a superar la hegemónica filosofía tradicional. Y las supuestas "verdades absolutas". Introduce entonces la duda, el aforismo y el pensamiento breve. Le interesa la indagación más que las respuestas definitivas. Ajusta continuamente su pensamiento mediante la lectura, la observación y el diálogo. Comprende el carácter móvil y fragmentario del pensamiento, como lo encontró en sus mejores influencias filosóficas: Schopenhauer, Nietzsche o Montaigne. Y va construyendo una obra original, como pensador independiente, muy abierto a diversos temas, ideas y problemas universales.
Fernando González dedicó su vida a la reflexión de múltiples temas humanos y filosóficos, logrando un merecido reconocimiento nacional e internacional, como uno de los más importantes y originales pensadores colombianos de todos los tiempos.

## Obras
- (1916) Pensamientos de un viejo
- (1916) El payaso interior
- (1919) Una tesis - El derecho a no obedecer
- (1922 - 1934) Correspondencia
- (1929) Viaje a pie
- (1930) Mi Simón Bolívar
- (1932) Don Mirócletes
- (1933) El hermafrodita dormido
- (1934) Mi compadre
- (1934) Salomé
- (1935) El remordimiento
- (1935) Cartas a Estanislao.
- (1936) Los negroides
- (1936) Don Benjamín, jesuita predicador
- (1936) Nociones de izquierdismo
- (1936 - 1945) Revista Antioquia
- (1940) Santander
- (1941) El maestro de escuela
- (1942) Estatuto de valorización
- (1944 - 1963) Mis cartas de Fernando González
- (1945) Arengas políticas
- (1950 - 1959) Cartas a Simón
- (1959) Libro de los viajes o de las presencias
- (1960) Fernando González visto por sí mismo
- (1962) La tragicomedia del padre Elías y Martina la velera
- (1963) El pesebre
- (1963 - 1964) Las cartas de Ripol